# Nine (musikalbum av Bleeding Through)
Nine är det amerikanska metalcorebandet Bleeding Throughs nionde studioalbum, utgivet i februari 2025 på SharpTone Records, bandets andra album på detta bolag. Skivan gavs även ut på vinyl i tre färger.
Nine var bandets första släpp utan gitarristen Brian Leppke, som lämnat bandet två år tidigare. Nya gitarrister i bandet var John Arnold och Brandon Richter. Det var också Bleeding Throughs sista album med basisten Ryan Wombacher, som lämnade gruppen i mars 2025.
Spåren "Our Brand Is Chaos", "Dead but So Alive" och "War Time" släpptes som singlar. Till den första spelades en visualizervideo in, och till den andra en musikvideo. Ytterligare en musikvideo till "Path of Our Disease" följde.
Skivan gästades av Brian Fair (Shadows Fall) och Doc Coyle (God Forbid).

## Låtlista
1. "Gallows" – 4:39
2. "Our Brand Is Chaos" – 4:35
3. "Dead but So Alive" – 3:27
4. "Hail Destruction" – 4:35
5. "Lost in Isolation" – 4:01
6. "Last Breath" (instrumental) – 1:47
7. "Path of Our Disease" – 3:19
8. "I Am Resistance" – 3:38
9. "Emery" – 3:56
10. "War Time" – 4:16
11. "Unholy Armada" – 4:00

## Medverkande
Musiker
- Brandan Schieppati – sång
- John Arnold – gitarr
- Brandon Richter – gitarr
- Ryan Wombacher – basgitarr, bakgrundssång
- Marta Demmel – keyboard, piano, bakgrundssång
- Derek Youngsma – trummor, slagverk

Bidragande musiker
- Brian Fair – sång
- Doc Coyle – gitarr
- Andrew Neufeld – sång

Produktion
- Aaron Chaparian – producent, mixning, mastering